# Obersaasheim
Obersaasheim település Franciaországban, Haut-Rhin megyében. Lakosainak száma 1039 fő (2022. január 1.). Obersaasheim Vogelgrun, Algolsheim, Weckolsheim, Dessenheim, Geiswasser és Heiteren községekkel határos.

## Népesség
A település népességének változása:
| Lakosok száma | 1020 | 1026 | 1042 | 1033 | 1021 | 1018 | 1025 | 1032 | 1039 |
|               | 2013 | 2015 | 2016 | 2017 | 2018 | 2019 | 2020 | 2021 | 2022 |